# Devgarh
Devgarh é uma cidade e um município no distrito de Rajsamand, no estado indiano de Rajastão.

## Geografia
Devgarh está localizada a 25° 32′ N, 73° 54′ L. Tem uma altitude média de 638 metros (2093 pés).

## Demografia
Segundo o censo de 2001, Devgarh tinha uma população de 16,500 habitantes. Os indivíduos do sexo masculino constituem 51% da população e os do sexo feminino 49%. Devgarh tem uma taxa de literacia de 65%, superior à média nacional de 59.5%: a literacia no sexo masculino é de 76% e no sexo feminino é de 54%. Em Devgarh, 16% da população está abaixo dos 6 anos de idade.